# Liste der politischen Parteien in Ungarn
Diese Liste verzeichnet die politischen Parteien in Ungarn, die aktuell im ungarischen Parlament (ung. Országgyűlés) vertreten oder seit 1990 durch Wahl in dieses eingezogen sind.

## In Parlamenten vertretene Parteien
Folgende Parteien sind im ungarischen oder Europäischen Parlament vertreten (Stand 2025):
| Logo                                               | Name                                                                                    | Kürzel      | Ideologie                                    | Parlaments- einzug | Vorsitzender                 | Parlament   | Parlament   | EP          |
| Logo                                               | Name                                                                                    | Kürzel      | Ideologie                                    | Parlaments- einzug | Vorsitzender                 | 2022        | aktuell     | EP          |
| Fidesz-KDNP                                        | Fidesz-KDNP                                                                             | Fidesz-KDNP | Fidesz-KDNP                                  | Fidesz-KDNP        | Fidesz-KDNP                  | Fidesz-KDNP | Fidesz-KDNP | Fidesz-KDNP |
| -------------------------------------------------- | --------------------------------------------------------------------------------------- | ----------- | -------------------------------------------- | ------------------ | ---------------------------- | ----------- | ----------- | ----------- |
|                                                    | Fidesz – Ungarischer Bürgerbund Fidesz – Magyar Polgári Szövetség                       | Fidesz      | Nationalkonservatismus                       | 1990               | Viktor Orbán                 | 117         | 117         | 12          |
|                                                    | Christlich-Demokratische Volkspartei Kereszténydemokrata Néppárt                        | KDNP        | Christdemokratie Gesellschaftskonservatismus | 1990 – 1998, 2006  | Zsolt Semjén                 | 18          | 18          | 1           |
| Egységben Magyarországért (EM, Vereint für Ungarn) |                                                                                         |             |                                              |                    |                              |             |             |             |
|                                                    | Demokratische Koalition Demokratikus Koalíció                                           | DK          | Sozialliberalismus                           | 2012               | Ferenc Gyurcsány             | 15          | 15          | 4           |
|                                                    | Momentum-Bewegung Momentum Mozgalom                                                     | MM          | Liberalismus                                 | 2022               | Márton Tompos                | 11          | 11          | 2           |
|                                                    | Bewegung für ein besseres Ungarn Jobbik Magyarországért Mozgalom                        | Jobbik      | Konservatismus Nationalismus                 | 2010               | Béla Adorján                 | 10          | 10          | 1           |
|                                                    | Ungarische Sozialistische Partei Magyar Szocialista Párt                                | MSZP        | Sozialdemokratie                             | 1990               | Imre Komjáthi Ágnes Kunhalmi | 10          | 10          | 1           |
|                                                    | Dialog für Ungarn Párbeszéd Magyarországért                                             | Párbeszéd   | Grüne Politik                                | 2013               | Rebeka Szabó Richárd Barabás | 6           | 6           | 0           |
|                                                    | LMP – Ungarns Grüne Partei LMP – Magyarország Zöld Pártja                               | LMP         | Grüne Politik                                | 2010               | Péter Ungár Erzsébet Schmuck | 5           | 5           | 0           |
| Parteien ohne Koalition                            |                                                                                         |             |                                              |                    |                              |             |             |             |
|                                                    | Unsere-Heimat-Bewegung Mi Hazánk Mozgalom                                               | Mi Hazánk   | Rechtsextremismus Nationalismus              | 2018               | László Toroczkai             | 6           | 6           | 0           |
|                                                    | Respekts- und Freiheitspartei Tisztelet és Szabadság Párt                               | Tisza       | Konservatismus                               | 2024 (EP)          | Péter Magyar                 | 0           | 0           | 7           |
| Minderheitenlisten                                 |                                                                                         |             |                                              |                    |                              |             |             |             |
|                                                    | Landesselbstverwaltung der Ungarndeutschen Magyarországi Németek Országos Önkormányzata | LdU/MNOÖ    | (Minderheitenliste)                          | 2018               | Ibolya Hock-Englender        | 1           | 1           | 0           |

## Ehemalige Parlamentsparteien
Folgende Parteien haben seit 1990 bei Wahlen mindestens zwei Mandate erreicht.
| Name | Kürzel | Ideologie                                                      | Einzug | Auszug |
| --- | ------ | -------------------------------------------------------------- | ------ | ------ |
| Bund Freier Demokraten Szabad Demokraták Szövetsége                                                                         | SZDSZ  | Liberalismus Wirtschaftsliberalismus                           | 1990   | 2010   |
| Ungarisches Demokratisches Forum Magyar Demokrata Fórum                                                                     | MDF    | Konservatismus Nationalkonservatismus                          | 1990   | 2010   |
| Unabhängige Partei der Kleinlandwirte, der Landarbeiter und des Bürgertums Független Kisgazda-, Földmunkás- és Polgári Párt | FKgP   | Volksradikalismus Agrarpolitik Konservatismus Christdemokratie | 1990   | 2002   |
| Ungarische Wahrheits- und Lebenspartei Magyar Igazság és Élet Pártja                                                        | MIÉP   | Rechtsextremismus Nationalismus Antiglobalismus                | 1998   | 2002   |
| Gemeinsam Együtt | Együtt | Sozialliberalismus                                             | 2014   | 2018   |
| Agrarallianz – Nationale Agrarpartei Agrárszövetség – Nemzeti Agrár Párt                                                    | ASZ    | Agrarpolitik                                                   | 1990   | 2002   |